# خاربوک
خاربوک (به لاتین: Kharbuk) یک منطقهٔ مسکونی در روسیه است که در شهرستان داخادایفسکی واقع شده‌است.